# Кевин Макхејл (кошаркаш)
Кевин Макхејл (енгл. Kevin Edward McHale; Хибинг, 19. децембар 1957) бивши је амерички кошаркаш. Играо је на позицији крилног центра и целу професионалну каријеру провео у Бocтону. Са Бостоном је освојио три НБА титуле и два пута је био номинован за најбољег шестог играча НБА лиге.

## Каријера
Кевин је рођен у малом граду Хибингу од оца Пола Остина Макхејла и мајке Жозефине Патриције Старчевић. Средњу школу је похађао у родном граду, где је почео тренирати кошарку. Наставио је играти и на колеџу за Универзитет у Минесоти. Будући да је био висок 2,08 метара, играо је на позицији крилног центра. Током четири године је просечно бележио 15,2 поена и 8,5 скокова по утакмици.

### Бостон селтикси
Након завршетка колеџа изашао је на НБА драфт 1980. године где је изабран као 3.пик од стране Бостон селтикса. Иако је улази са клупе Кевин је већ у првој сезони имао снажан утицај на игру Бостона, који је дошао до 62 победе у регуларном делу сезоне. У плејофу Селтикси су одиграли маестрално, а Кевин је посебно био важан у 6. мечу против Филаделфије каа је блокирао Ендру Тонија 16 секунди пред крај утакмице. У финалу против Хјустона Селтикси су дошли до своје 14. титуле у историји, а Кевин до своје прве.
Након тога две сезоне Бостон не успева да дође до финала. 1983. године због незадовољства у клубу Кевин је био на прагу потписивања уговора са Никсима. Међутим Ред Ауербак је брзо реаговао и са Кевином потписао продужетак уговора, по којем је добијао милион долара по сезони. Тим уговором Кевин Мекхејл је постао 4. најплаћенији кошаркаш НБА лиге.  Након тога у сезони 1983/84. Кевин је први пут номинован за најбољег шестог играча НБА лиге, што успева и наредне сезоне. После тесне победе у седам утакмица финала Источне конференције, Селтиксе су у финалу очекивали Лејкерси. Био је то прави кошаркашки рат, а управо је Кевин тешким фаулом над Курт Рамбисом променио ток четврте утакмице, коју је Бостон победио у продужетку. Бостонси тако стижу до своје 15. титуле. Фебруара 1985. године због повреде Седрика Максвела, Кевин коначно добија улогу у стартној постави. Кевин 3. марта 1985. године постиже рекордних 56 поена против Детроита. Само дан касније Кевин постиже 42 поена у победи над Никсима. Само 9 дана након Кевинових 56 поена, [[Лари Берд] постиже 60 против Атланте. Ипак те сезоне не успевају да дођу до титуле против Лејкерса у финалу, иако је је Кевин предводио "зелене" са просеком од 26 поена и 10,7 скокова.
Наредне сезоне Бостон успева да освоји још једну титулу, 16. у историји, а тај тим је проглашен за један од најбољих у исторји НБА лиге. Бостон је те године појачао ростер довођењем искусног Била Волтона, који је титулу освајао са Портландом. У регуларном делу сезоне су дошли до 67 победа уз само 15 пораза. По други пут у пет године у финалу их је чекао Хјустон. Кевин је опет био најбољи стрелац са просечних 25,8 поена.
У наредној сезони Кевин је номинован за идеалну петорку НБА лиге. 27 марта. 1987. године на утакмици против Чикага је поломио кост у стопалу што је умногоме утицало на дањи ток првеснтва. Иако се задњих сезона нису домогли титула, Селтикси су били редовни учесници плеј-офа. Играчку каријеру окончао је 1993. године

### НБА статистика
| † | Године када је Мекхејл освојио НБА титулу |

#### Регуларни део сезоне
| Сезона    | Екипа    | ОУ  | СУ  | МПУ  | ПШ%   | 3П%  | СБ%  | СПУ | АПУ | УПУ | БПУ | ППУ  |
| --------- | -------- | --- | --- | ---- | ----- | ---- | ---- | --- | --- | --- | --- | ---- |
| 1980/81.† | Бостон   | 82  | 1   | 20.1 | .533  | .000 | .679 | 4.4 | 0.7 | 0.3 | 1.8 | 10.0 |
| 1981/82.  | Бостон   | 82  | 33  | 28.4 | .531  | .000 | .754 | 6.8 | 1.1 | 0.4 | 2.3 | 13.6 |
| 1982/83.  | Бостон   | 82  | 13  | 28.6 | .541  | .000 | .717 | 6.7 | 1.3 | 0.4 | 2.3 | 14.1 |
| 1983/84†  | Бостон   | 82  | 10  | 31.4 | .556  | .333 | .765 | 7.4 | 1.3 | 0.3 | 1.5 | 18.4 |
| 1984/85.  | Бостон   | 79  | 31  | 33.6 | .570  | .000 | .760 | 9.0 | 1.8 | 0.4 | 1.5 | 19.8 |
| 1985/86.† | Бостон   | 68  | 62  | 35.3 | .574  | .000 | .776 | 8.1 | 2.7 | 0.4 | 2.8 | 21.3 |
| 1986/87.  | Бостон   | 77  | 77  | 39.7 | .604* | .000 | .836 | 9.9 | 2.6 | 0.5 | 2.2 | 26.1 |
| 1987/88.  | Бостон   | 64  | 63  | 37.3 | .604* | .000 | .797 | 8.4 | 2.7 | 0.4 | 1.4 | 22.6 |
| 1988/89.  | Бостон   | 78  | 74  | 36.9 | .546  | .000 | .818 | 8.2 | 2.2 | 0.3 | 1.2 | 22.5 |
| 1989/90.  | Бостон   | 82  | 25  | 33.2 | .549  | .333 | .893 | 8.3 | 2.1 | 0.4 | 1.9 | 20.9 |
| 1990/91.  | Бостон   | 68  | 10  | 30.4 | .553  | .405 | .829 | 7.1 | 1.9 | 0.4 | 2.1 | 18.4 |
| 1991/92.  | Бостон   | 56  | 1   | 30.4 | .509  | .000 | .822 | 5.9 | 1.5 | 0.2 | 1.1 | 13.9 |
| 1992/93   | Бостон   | 71  | 0   | 30.4 | .459  | .111 | .841 | 5.0 | 1.0 | 0.2 | 0.8 | 10.7 |
| Каријера  | Каријера | 971 | 400 | 31.0 | .554  | .261 | .798 | 7.3 | 1.7 | 0.4 | 1.7 | 17.9 |
| Ол-стар   | Ол-стар  | 7   | 0   | 17.9 | .500  | .500 | .857 | 5.3 | 1.1 | 0.1 | 1.7 | 8.7  |

#### Плеј-оф
| Сезона   | Екипа    | ОУ  | СУ | МПУ  | ПШ%  | 3П%   | СБ%  | СПУ | АПУ | УПУ | БПУ | ППУ  |
| -------- | -------- | --- | -- | ---- | ---- | ----- | ---- | --- | --- | --- | --- | ---- |
| 1981.†   | Бостон   | 17  | 0  | 17.4 | .540 | .000  | .639 | 3.5 | 0.8 | 0.2 | 1.5 | 8.5  |
| 1982.    | Бостон   | 12  | 0  | 28.7 | .575 | .000  | .755 | 7.1 | 0.9 | 0.4 | 2.3 | 16.2 |
| 1983.    | Бостон   | 7   | 1  | 25.3 | .548 | .000  | .556 | 6.0 | 0.7 | 0.4 | 1.0 | 11.1 |
| 1984.†   | Бостон   | 23  | 0  | 30.5 | .504 | .000  | .777 | 6.2 | 1.2 | 0.1 | 1.5 | 14.8 |
| 1985.    | Бостон   | 21  | 21 | 39.9 | .568 | .000  | .807 | 9.9 | 1.5 | 0.6 | 2.2 | 22.1 |
| 1986.†   | Бостон   | 18  | 18 | 39.7 | .579 | .000  | .794 | 8.6 | 2.7 | 0.4 | 2.4 | 24.9 |
| 1987.    | Бостон   | 21  | 19 | 39.4 | .584 | .000  | .762 | 9.2 | 1.9 | 0.3 | 1.4 | 21.1 |
| 1988.    | Бостон   | 17  | 17 | 42.1 | .603 | 1.000 | .839 | 8.0 | 2.4 | 0.4 | 1.8 | 25.4 |
| 1989.    | Бостон   | 3   | 3  | 38.3 | .488 | .000  | .739 | 8.0 | 3.0 | 0.3 | 0.7 | 19.0 |
| 1990.    | Бостон   | 5   | 5  | 38.4 | .609 | .333  | .862 | 7.8 | 2.6 | 0.4 | 2.0 | 22.0 |
| 1991.    | Бостон   | 11  | 1  | 34.2 | .527 | .545  | .825 | 3.5 | 1.8 | 0.5 | 1.3 | 20.7 |
| 1992.    | Бостон   | 10  | 0  | 30.6 | .516 | .000  | .795 | 7.1 | 1.3 | 0.5 | 0.5 | 16.5 |
| 1993.    | Бостон   | 4   | 0  | 28.3 | .582 | .000  | .857 | 7.1 | 0.8 | 0.5 | 1.8 | 19.0 |
| Каријера | Каријера | 169 | 85 | 33.8 | .561 | .381  | .788 | 7.4 | 1.6 | 0.4 | 1.7 | 18.8 |

### Успеси
- Бостон селтикси:
  - НБА (3): 1980/81., 1983/84., 1985/86.

#### Појединачни
- Најкориснији играч НБА (1): 1977/78.
- Најкориснији играч НБА финала (1): 1976/77.
- НБА Ол-стар меч (7): 1984, 1986–1991
- Идеални тим НБА — прва постава (1): 1986/87.
- Идеални одбрамбени тим НБА — прва постава (3): 1986-1988.
- Идеални одбрамбени тим НБА — друга постава (3): 1982/83, 1988/89. и 1989/90.
- Шести играч године НБА (1): 1983/84. и 1984/85.

## Тренерска каријера
Након завршетка играчке каријере запослио се у оргаизацији Минесота тимбервулвса, прво као коментатор а затим као генерални менаџер. У више наврата је привремено био први тренер екипе, да би овај посао преузео трајно 8. децембра 2008. године.
Замјенио је, 1. јуна 2011. године Рика Аделмана на позицији тренера Хјустона, а 24. децембра 2014. године потписује продужетак уговора на још три сезоне. Одвео је Рокитсе до финала Западне конференције 2015. године. Због лоших резултата на старту сезоне отпуштен је 18. новембра 2015.

### НБА тренерска статистика
| Тим      | Година   | У   | ПОБ | ПОР | УС%  | Пласман            | ПУ | ППОБ | ППОР | ПУС% | Пласман у плеј-офу  |
| -------- | -------- | --- | --- | --- | ---- | ------------------ | -- | ---- | ---- | ---- | ------------------- |
| Минесота | 2004/05. | 31  | 19  | 12  | .613 | 3. на северозападу | —  | —    | —    | —    | пропустили плеј-оф  |
| Минесота | 2008/09. | 63  | 20  | 43  | .317 | 4. на северозападу | —  | —    | —    | —    | пропустили плеј-оф  |
| Хјустон  | 2011/12  | 66  | 34  | 32  | .515 | 4. на југозападу   | —  | —    | —    | —    | пропустили плеј-оф  |
| Хјустон  | 2012/13. | 82  | 45  | 37  | .549 | 3. на југозападу   | 6  | 2    | 4    | .333 | 1. рунда            |
| Хјустон  | 2013/14. | 82  | 54  | 28  | .659 | 2. на југозападу   | 6  | 2    | 4    | .333 | 1. рунда            |
| Хјустон  | 2014/15. | 82  | 56  | 26  | .683 | 1. на југозападу   | 17 | 9    | 8    | .529 | Финале конференције |
| Хјустон  | 2015/16. | 11  | 4   | 7   | .364 | (отпуштен)         | —  | —    | —    | —    |                     |
| Каријера |          | 417 | 232 | 185 | .556 |                    | 29 | 13   | 16   | .448 |                     |

## Остало
Кевин Мехејл се 30. јуна 1982. године оженио и са својом супругом Лин има петоро деце. Његова ћерка Леаксандра преминула је 24. новембра 2012. године у болници где је хоспитализована због лупуса.